# Exetastes kravitus
Exetastes kravitus är en stekelart som beskrevs av Ian D. Gauld och Ugalde 2002. Exetastes kravitus ingår i släktet Exetastes och familjen brokparasitsteklar. Inga underarter finns listade i Catalogue of Life.